# Qitaihe

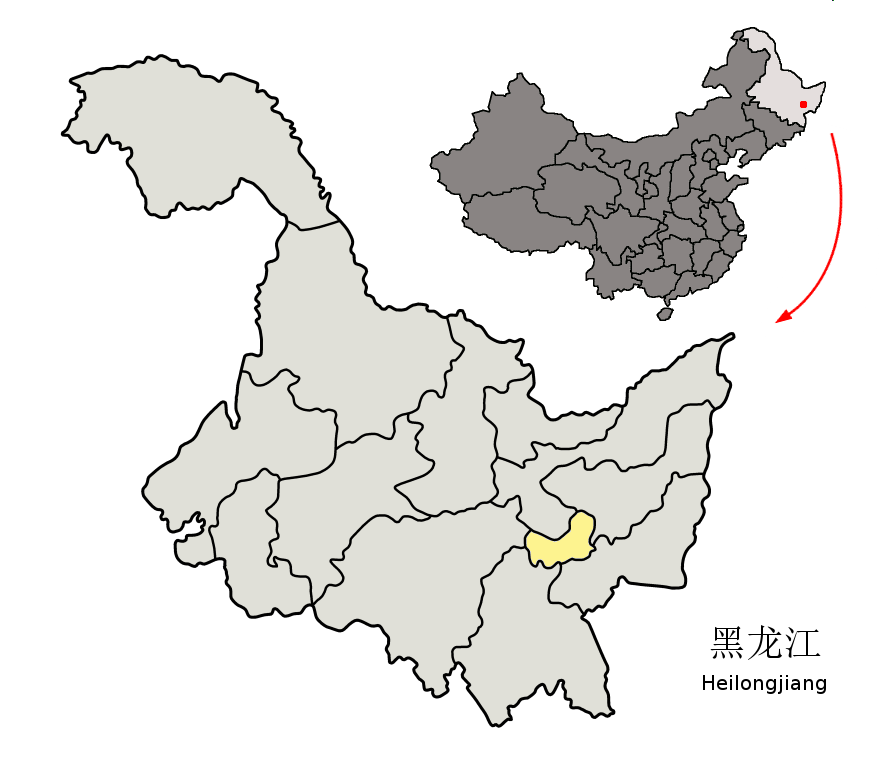
Lage Qitaihes in Heilongjiang

Qitaihe (chinesisch 七台河市, Pinyin Qītáihé Shì) ist eine bezirksfreie Stadt in der chinesischen Provinz Heilongjiang, die zu Nordostchina gehört.
In Qitaihe gibt es Steinkohlenbergbau sowie eine Dampfeisenbahn. Eine andere Steinkohlenbergbaustadt in der Provinz ist Hegang.
Das Verwaltungsgebiet der Stadt Qitaihe hat eine Fläche von 5.456 km² und 689.611 Einwohner (Stand: Zensus 2020).

## Administrative Gliederung
Auf Kreisebene setzt sich Qitaihe aus drei Stadtbezirken und einem Kreis zusammen. Diese sind (Stand: Zensus 2020):
- Stadtbezirk Taoshan (桃山区), 74 km², 204.111 Einwohner;
- Stadtbezirk Xinxing (新兴区), 1.665 km², 158.418 Einwohner;
- Stadtbezirk Qiezihe (茄子河区), 1.325 km², 127.499 Einwohner;
- Kreis Boli (勃利县), 2.392 km², 199.583 Einwohner, Hauptort: Großgemeinde Boli (勃利镇).

## Ethnische Zusammensetzung der Gesamtbevölkerung Qitaihes (2000)
Beim Zensus 2000 wurden für das gesamte Verwaltungsgebiet Qitaihes 807.440 Einwohner gezählt.
| Name des Volkes | Einwohner | Anteil |
| --------------- | --------- | ------ |
| Han             | 762.216   | 94,4 % |
| Manju           | 32.922    | 4,08 % |
| Koreaner        | 7.782     | 0,96 % |
| Mongolen        | 1.931     | 0,24 % |
| Hui             | 1.924     | 0,24 % |
| Xibe            | 203       | 0,03 % |
| Tujia           | 89        | 0,01 % |
| Yi              | 57        | 0,01 % |
| Sonstige        | 316       | 0,04 % |